# Sexta batalla del Isonzo
La Sexta Batalla del Isonzo también conocida como batalla de Gorizia, desarrollada del 6 al 17 de agosto de 1916, fue la ofensiva italiana más exitosa a lo largo del río Soča (Isonzo) durante la Primera Guerra Mundial.

## Preludio
Franz Conrad von Hötzendorf había reducido el número de efectivos austro-húngaros a lo largo del frente del Soča (Isonzo)  para reforzar su Ofensiva del Trentino. Por su parte, Luigi Cadorna, el jefe italiano de personal, utilizó el ferrocarril para traer tropas de repuesto desde el Trentino al Isonzo, con objeto de iniciar una ofensiva contra las debilitadas líneas austro-húngaras.

## Batalla
La ofensiva contra Gorizia comenzó el 6 de agosto de 1916. El ataque se concentró en dos zonas: el área montañosa al oeste del río Soča (Isonzo), cerca de Gorizia, y el extremo occidental de la altiplanicie de Karst, en las inmediaciones de Doberdò del Lago. En la batalla de Doberdò, los italianos lograron hacerse con el control de la carretera de transporte principal que discurre desde la ciudad costera de Duino a Gorizia, lo que les permitió asegurar su avance sobre Gorizia desde el sur. Las fuerzas austro-húngaras se vieron obligadas a retroceder en el extremo oriental de Gorizia (monte Škabrijel), y tras su retirada los italianos ocuparon dicha urbe, que había quedado en ruinas tras la batalla.
El 8 de agosto, Gorizia se rindió a Cadorna y se estableció una cabeza de puente a través del río Soča (Isonzo). Los austro-húngaros trasladaron tropas al sector de Gorizia para impedir que los italianos abriesen una brecha en el frente. Satisfecho con haber establecido la cabeza de puente, Cadorna dio por terminada la ofensiva el 17 de agosto.
El ataque en Gorizia fue la ofensiva italiana más exitosa a lo largo de las líneas del Isonzo, y aumentó considerablemente la moral italiana, principalmente debido a que Gorizia era considerada un objetivo de vital importancia, que había resultado inalcanzable en las batallas anteriores. Posteriormente, el 28 de agosto, Italia le declaró la guerra a Alemania.